# Американски богове
Американски богове (на английски: American Gods) е роман, написан от Нийл Геймън. Романът представлява смес от действителни факти от историята на Америка, фентъзи и разнообразни нишки от древна и по-нова митология като цялото действие се върти около тайнствения и мълчалив главен герой – Шадоу. Това е четвъртият по ред роман на Нийл Геймън и е предшестван от написания в съавторство с Тери Пратчет роман – „Добри поличби“, както и от романите „Никога, никъде, никой“ и „Звезден прах“. Някои от темите, които са използвани в „Американски богове“ преди това присъстват в комиксите на Геймън от поредицата „The Sandman“, с които той е и най-добре познат.
Книгата е публикувана във Великобритания и САЩ на английски език през 2001 г. През следващата година, 2002 „Американски богове“ печели в категорията най-добър роман наградите Хюго, Небюла и Брам Стокър. През 2002 г. романът е номиниран в същата категория и за награда на Британската асоциация за научна фантастика.
През времето на писането на романа издателите на „Американски богове“ пускат в интернет промоционален уеб сайт придружен с блог, в който Геймън описва подробно процеса на писането на книгата. След окончателното пускане на „Американски богове“ на книжния пазар този сайт се превръща в официална страница на Нийл Геймън, а блога продължава да функционира със същата функция, но за настоящите му проекти.
Историята на свързаната с романа книга – „Момчетата на Ананси“ на практика е измислена преди тази на „Американски богове“. Тя не представлява същинско продължение на романа, но включва един от главните герои в него – Мистър Нанси (бог Ананси). Действието в „Момчетата на Ананси“ се развива в същия или поне подобен измислен свят като него.
Повестта „Monarch of the Glen“ продължава историята на пътешествията на главния герой от „Американски богове“ – Шадоу и подсказва за съществуването на продължение на историята, което се очаква да бъде написано.